# Hôtel de Puivert
L’hôtel de Puivert est un hôtel situé à Toulouse, en France. Il est inscrit au titre des monuments historiques en 1998.

## Localisation
Le hôtel est situé dans le département français de la Haute-Garonne, sur la commune de Toulouse.

## Historique
En 1751, un immeuble de la rue Bouquières à Toulouse échut par testament à François de Roux, marquis de Sainte-Colombe, président au Parlement de Toulouse. L'année suivante, il passa à son fils Sylvestre, haut magistrat également, marquis de Puivert. Ce marquisat concernait un château fort construit au pied des Pyrénées audoises, que la famille possédait depuis plus d'un siècle. Sylvestre de Roux acquit rue Bouquières quatre immeubles contigus à la maison paternelle, en vue de faire édifier à la place du tout le très vaste hôtel qui porte aujourd'hui le n° 8.
Il choisit un architecte encore jeune, mais d'un grand renom, grand prix d'architecture de la ville de Toulouse en 1752, et qui venait de dessiner l'hôtel d'Espie qu'on édifiait rue Mage : Hyacinthe de Labat de Savignac (1709-1784). Alliant le pur style Louis XV à la tradition toulousaine de la cour et du jardin séparé par le bâtiment noble, il se joua habilement des difficultés nées de la grande irrégularité de la parcelle. Si la façade sur rue - tradition toulousaine encore ! - n'est qu'une austère clôture, dont le porche a été dressé en biais pour faciliter le passage des voitures, les façades sur cour sont bien harmonieuses, avec les arcs au rez-de-chaussée ornés à la clé de têtes sculptées, les pilastres corinthiens séparant les fenêtres du premier étage et, tout en haut, une série d'œils-de-bœuf à l'ovale très allongé. La porte principale est surmontée d'un balcon en fer forgé qui annonce la magnificence de la rampe de la cage d'escalier intérieure, œuvre de Bernard Ortet.
À la fin du XVIIIe siècle, peu avant la révolution, l'hôtel de Puivert fut acquis par le marquis de Gardouch-Bélesta, mainteneur de l'Académie des Jeux floraux et membre de l'Académie des sciences, qui y rassembla une bibliothèque et des collections de tableaux et de monnaies romaines fort célèbres en leur temps.

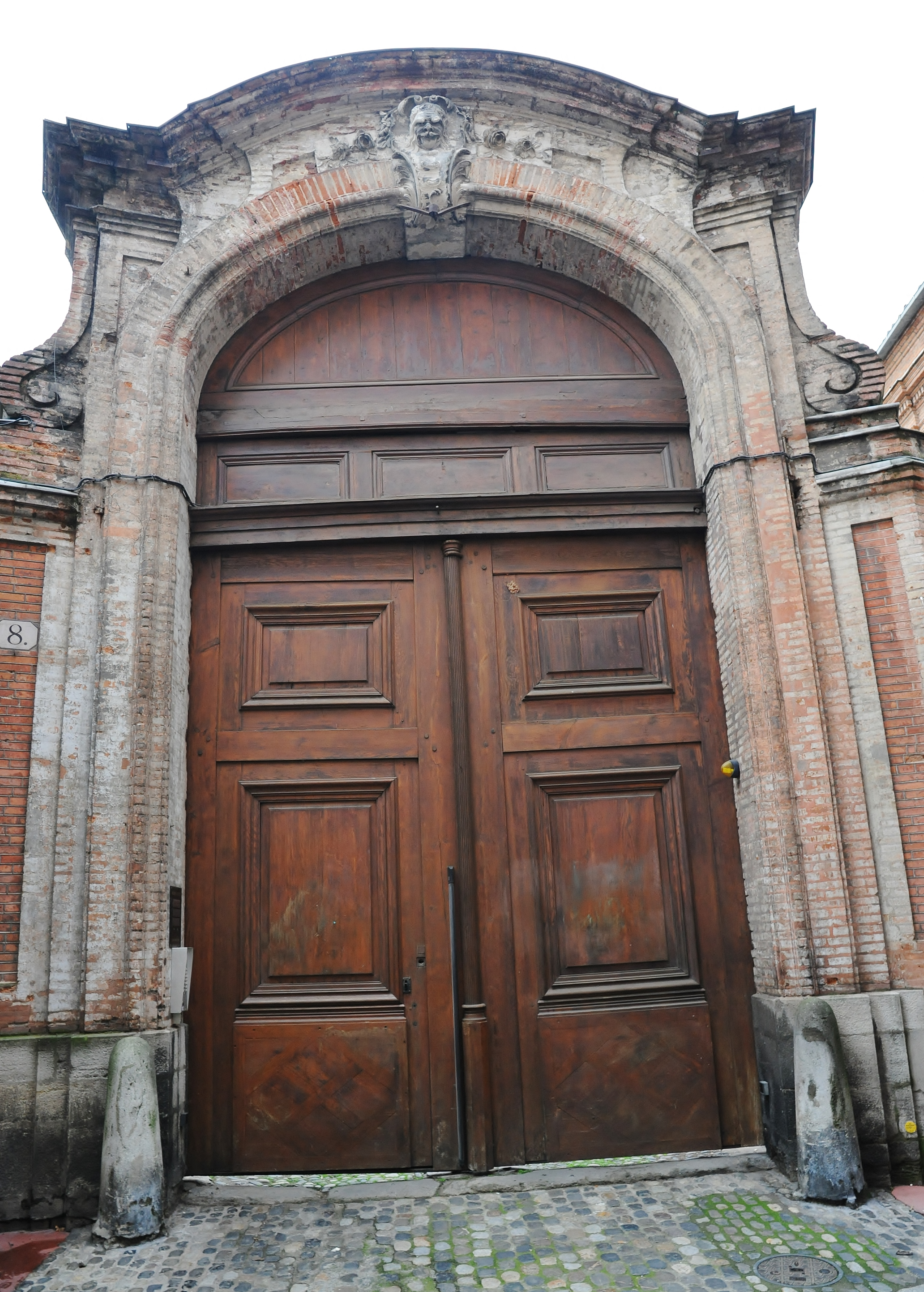
Portail
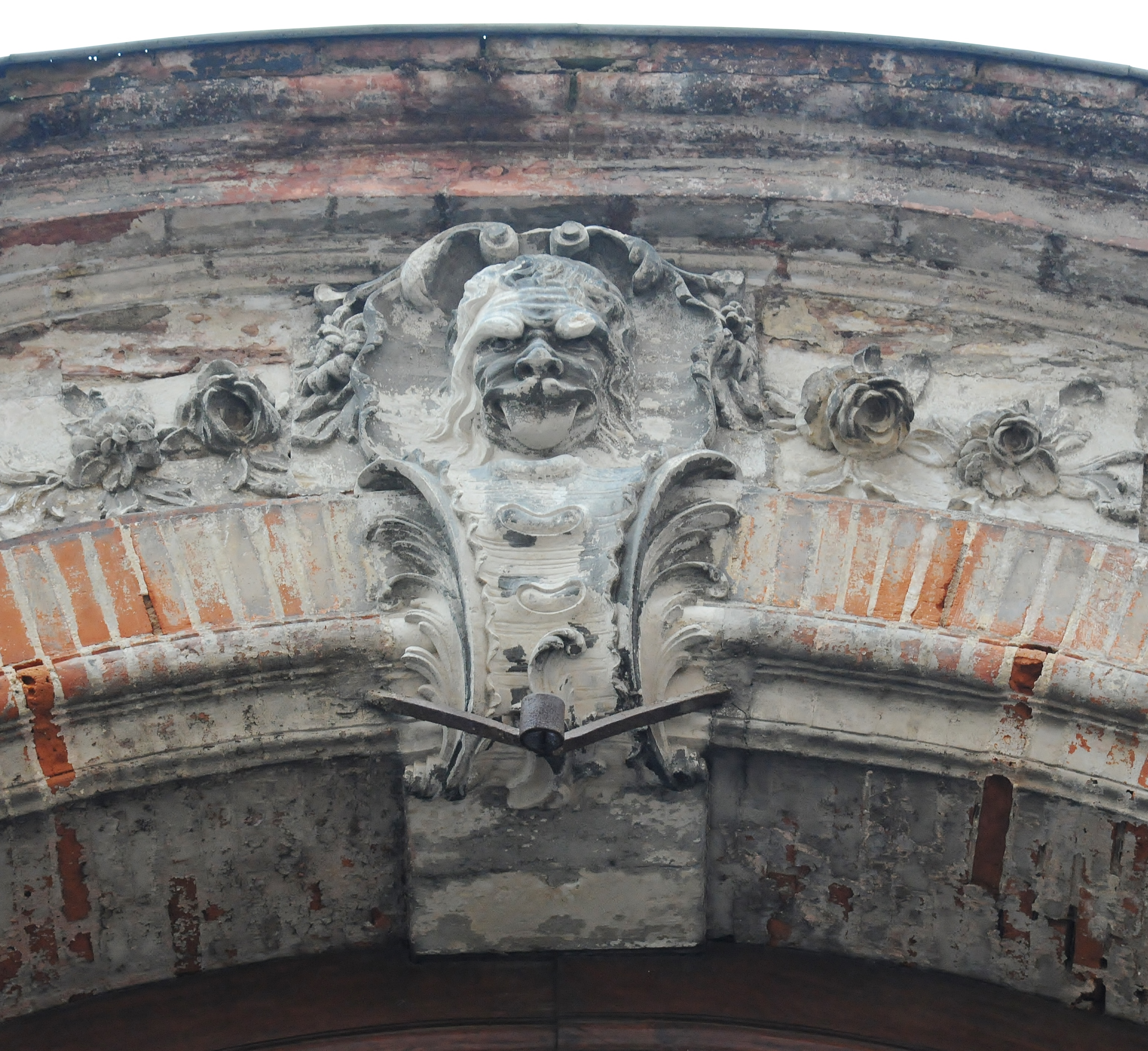
Clef d'arc du portail
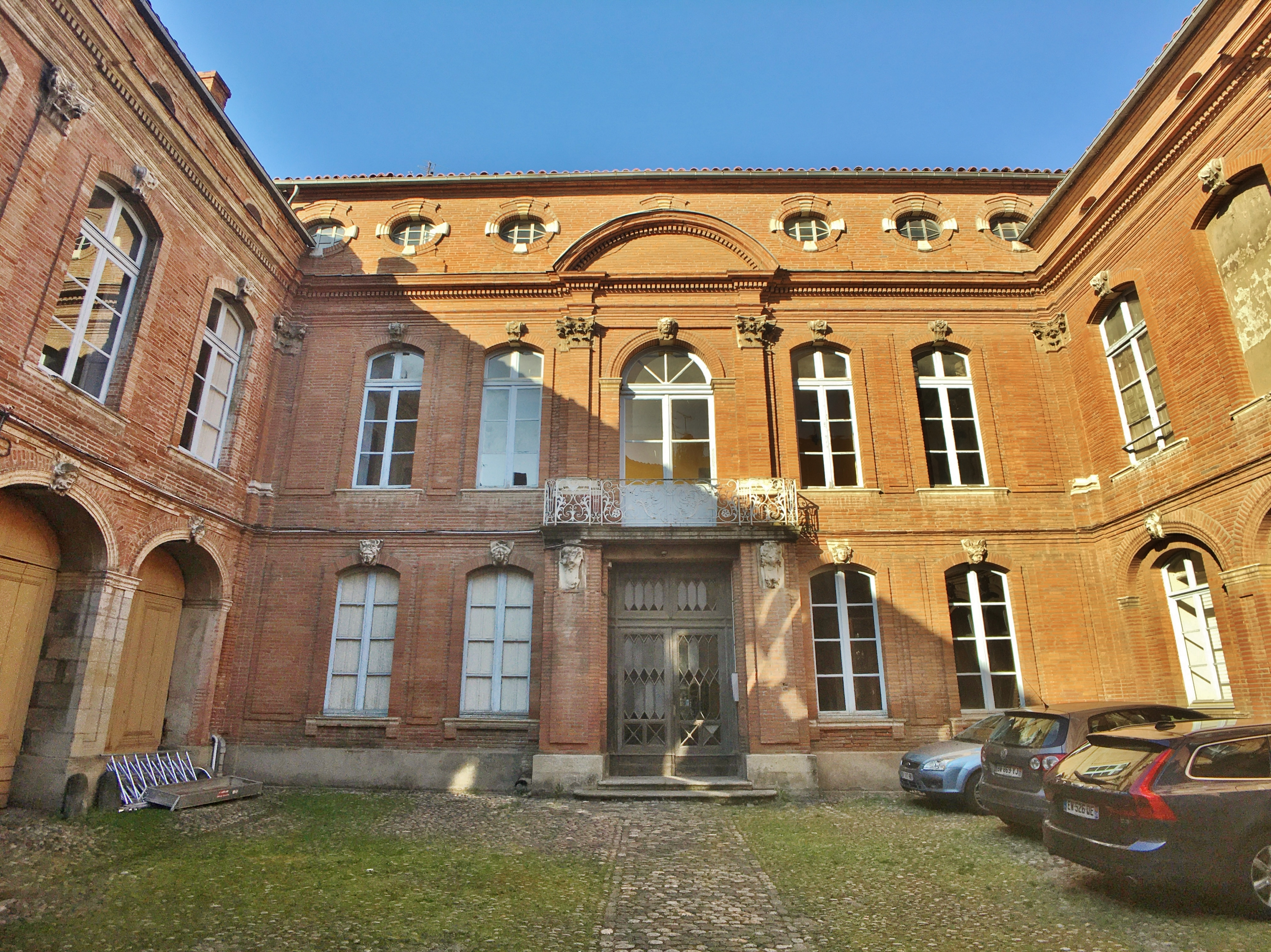
Façade centrale dans la cour
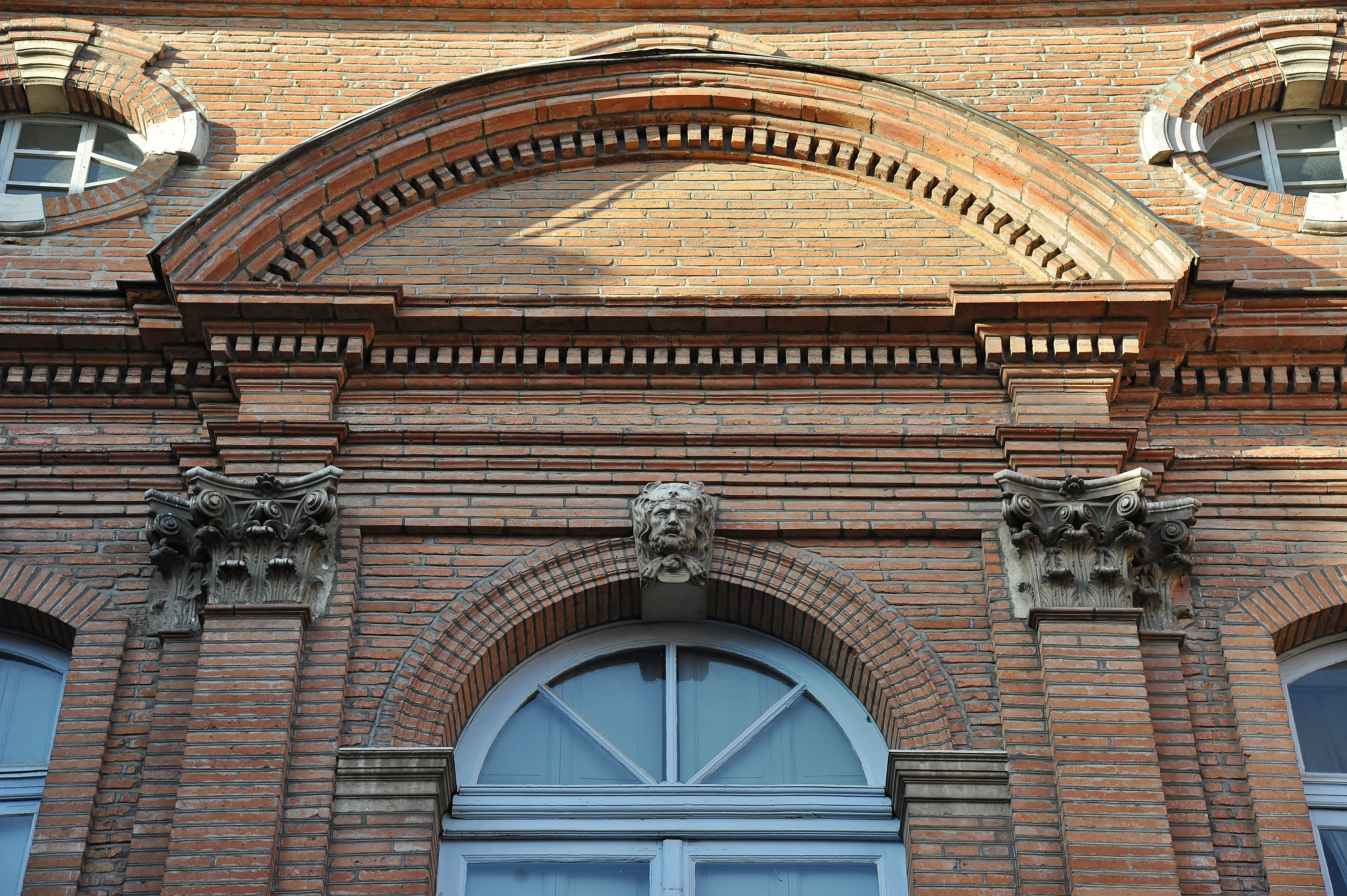
Façade centrale, détail du fronton
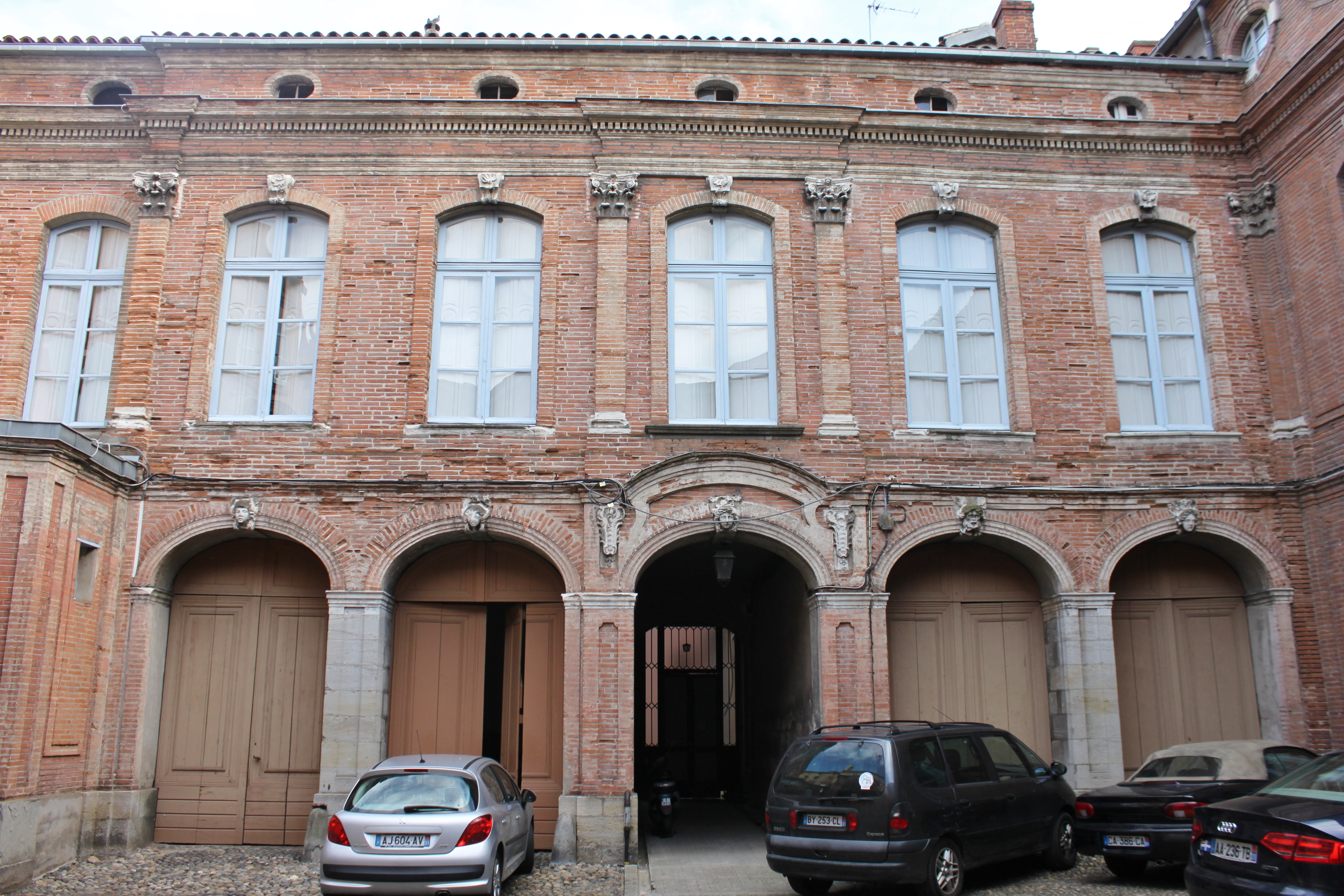
Façade latérale dans la cour
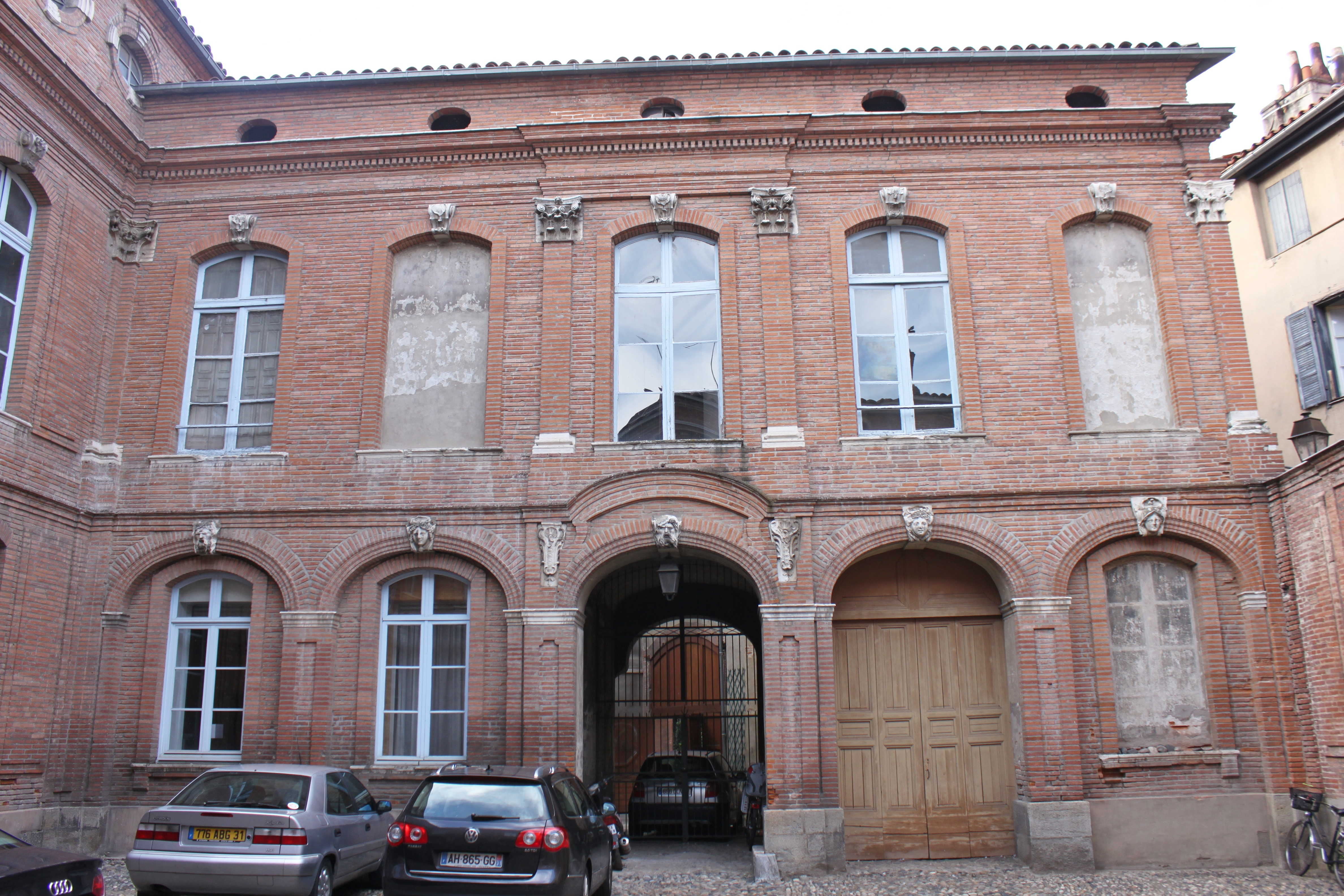
Façade latérale dans la cour
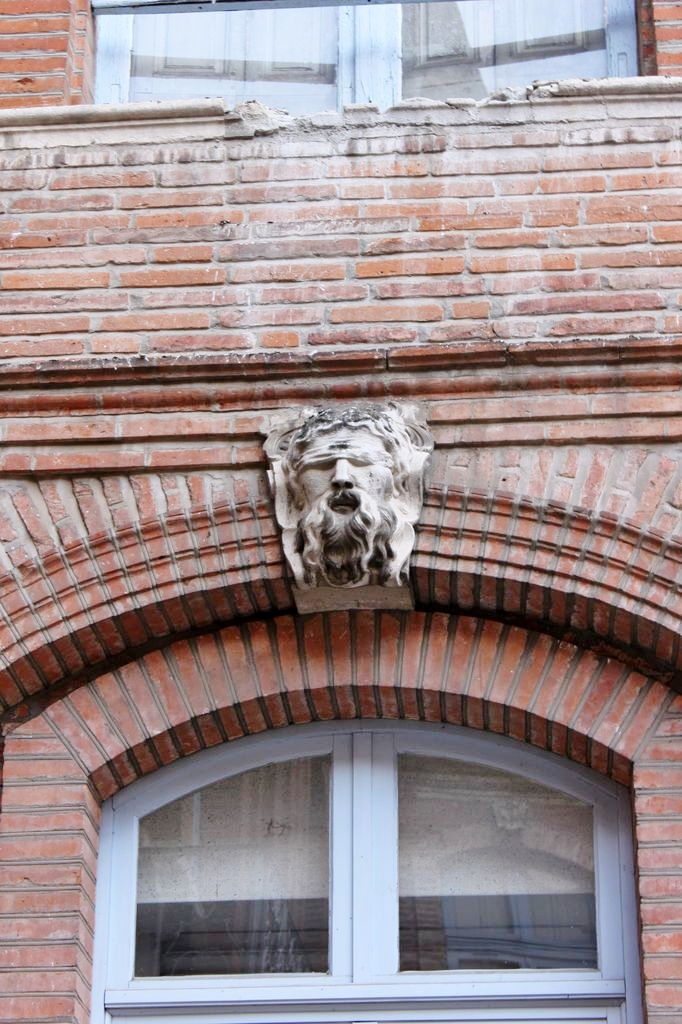
Clé d'arc dans la cour
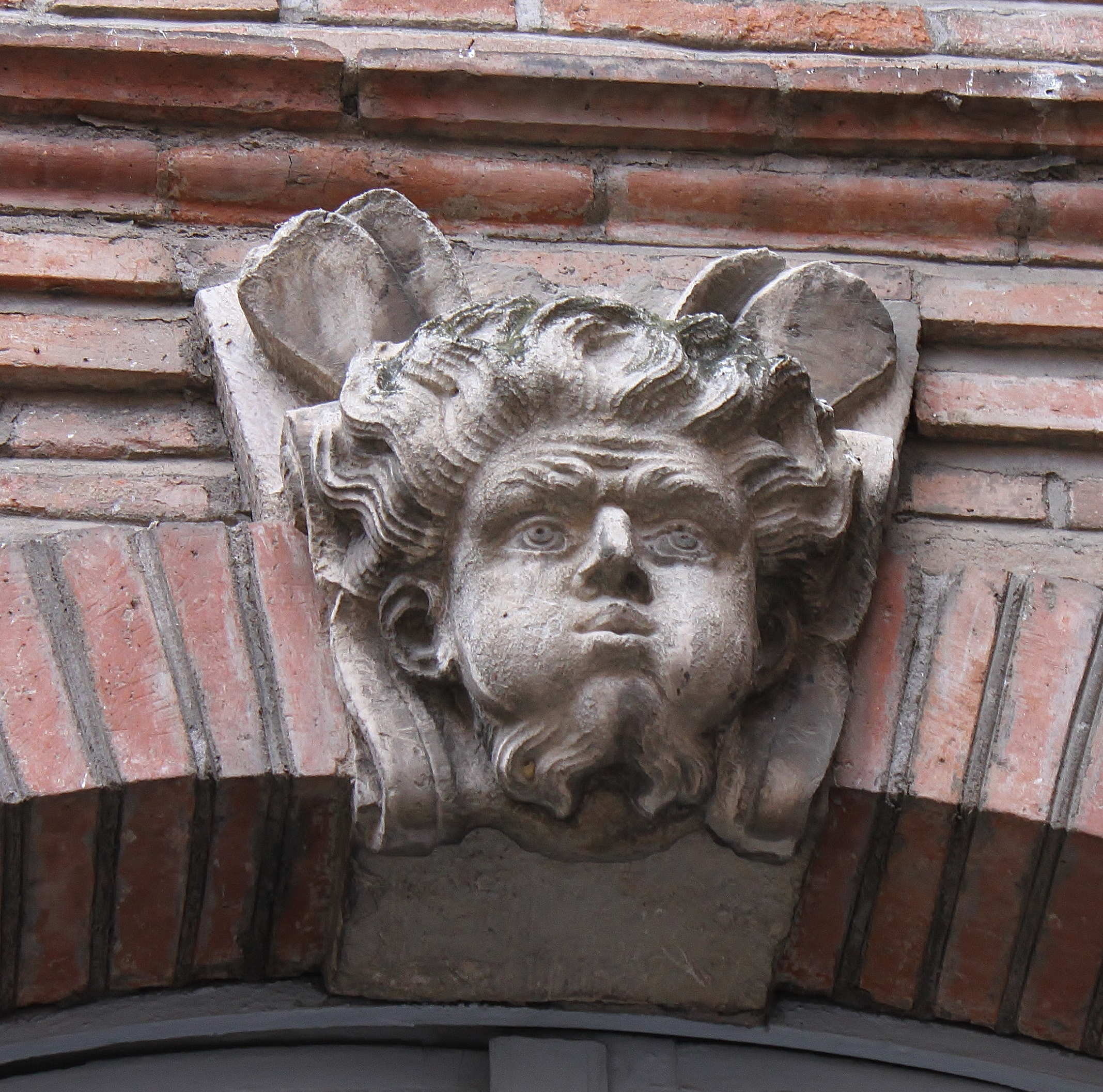
Clé d'arc dans la cour
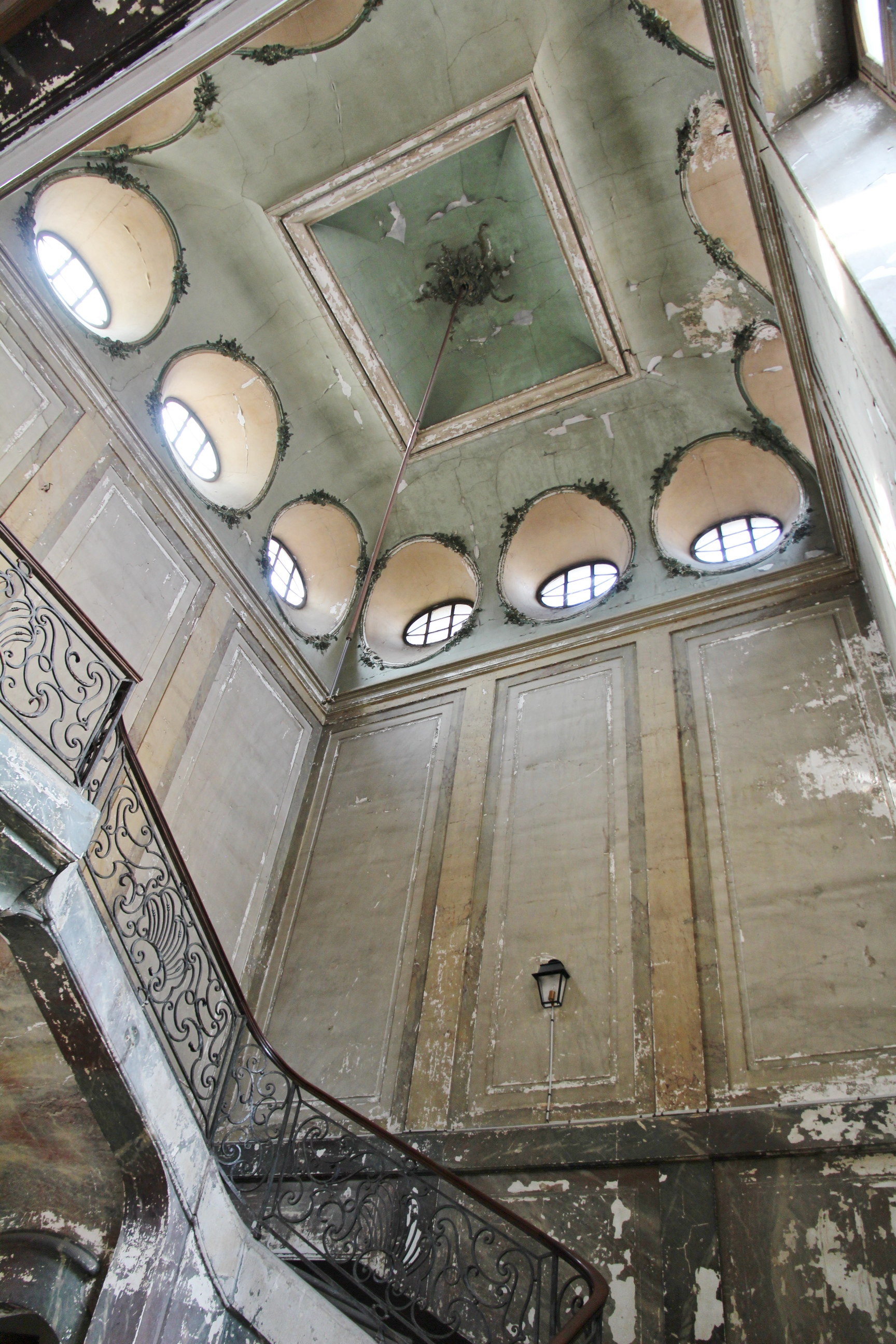
Cage d'escalier
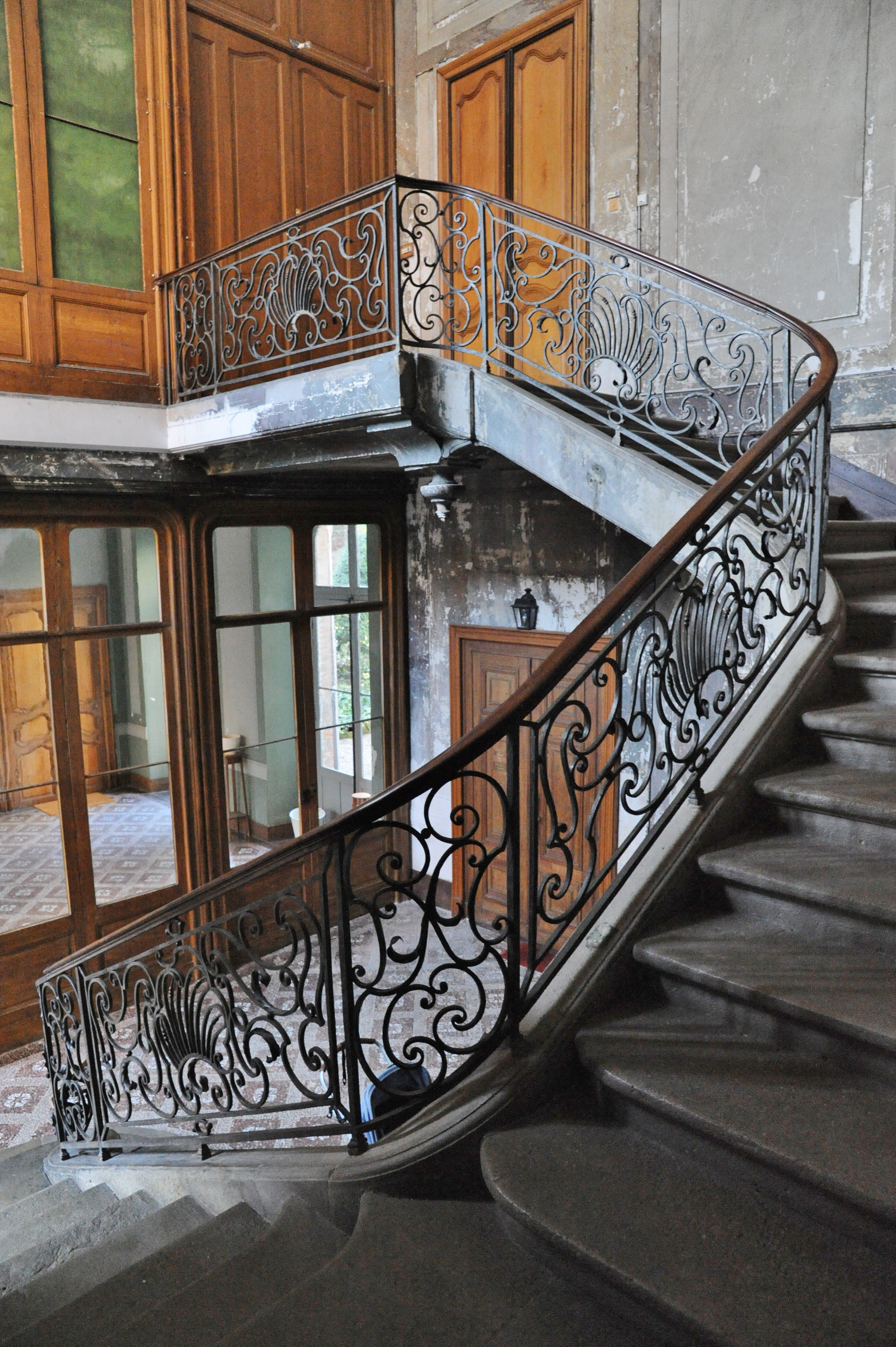
Escalier (rampe de Bernard Ortet)
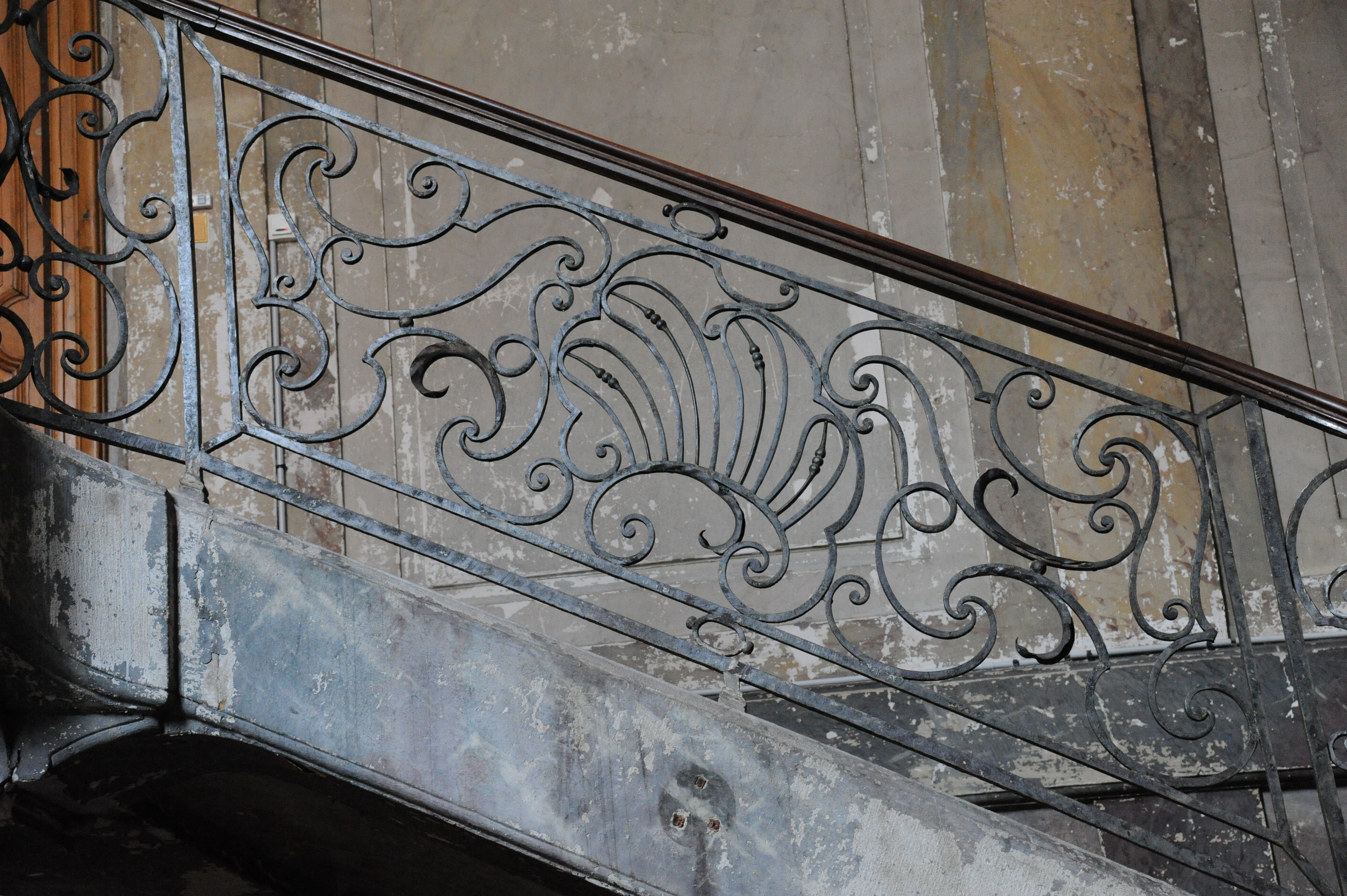
Détail de la rampe d'escalier
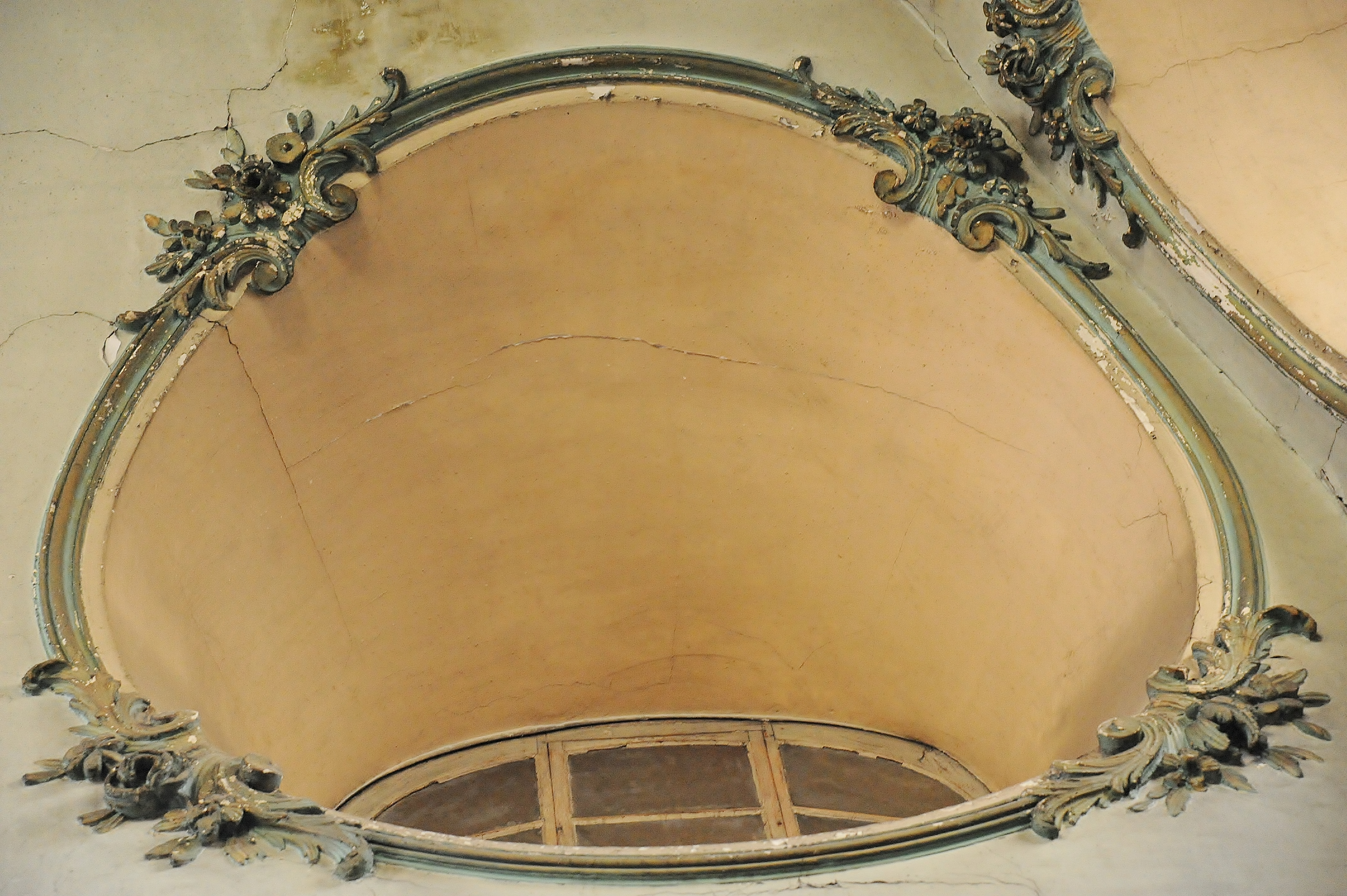
Oculus dans la cage d'escalier
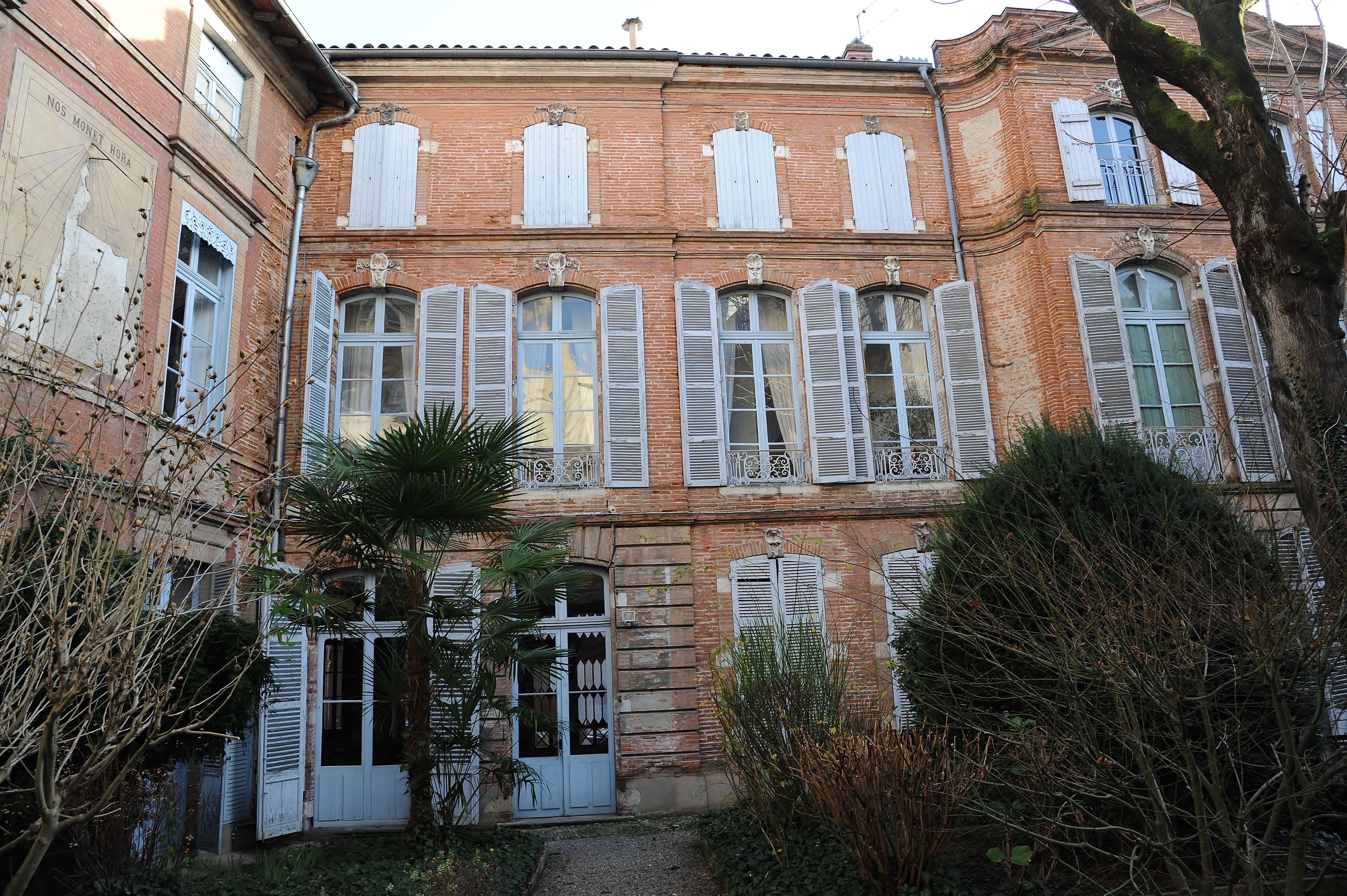
Façade sur jardin
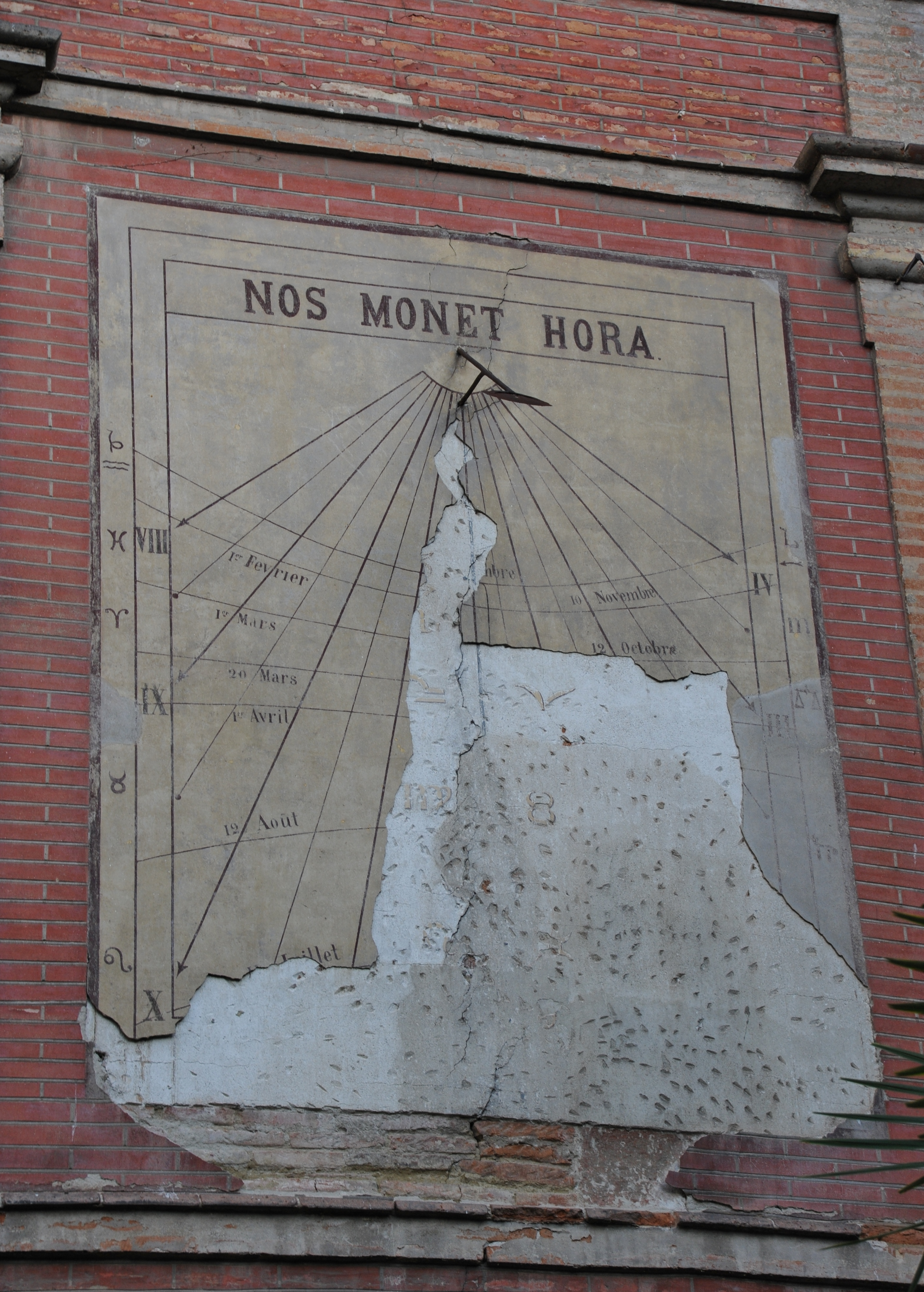
Cadran solaire du XIXème siècle : "L'heure nous avertit"
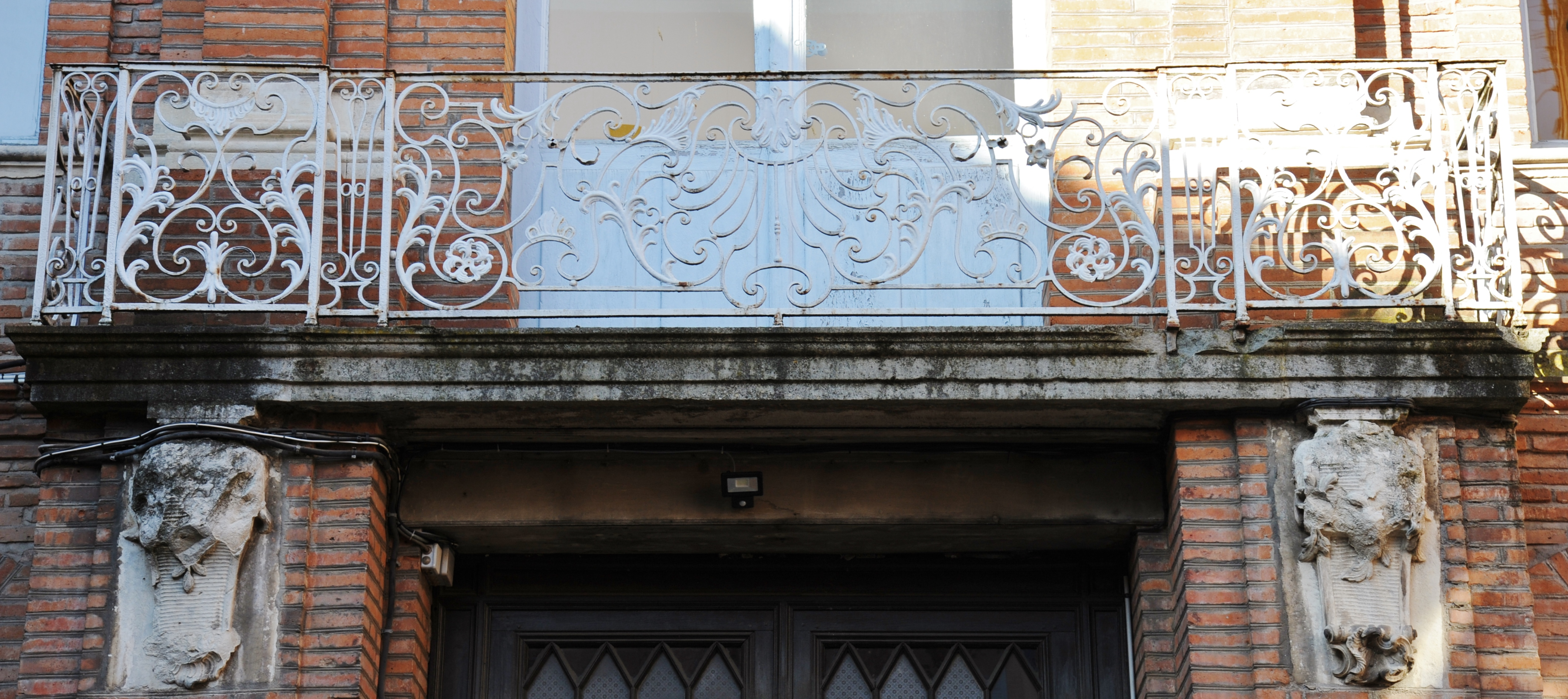
Ferronnerie du balcon sur cour (Bernard Ortet)